# دونیی پوتوچاری
دونیی پوتوچاری (به لاتین: Donji Potočari) یک روستا در بوسنی و هرزگوین است که در جمهوری صرب بوسنی واقع شده‌است.